# Concilie van Clermont (535)
Het Concilie van Clermont, ook wel aangeduid als het Concilie van Arvernis of het Concilie van Auvergne, was een concilie dat in 535 plaatsvond in Arvernis op een groot veld (thans Clermont-Ferrand geheten), in Auvergne. Op het concilie kwamen voornamelijk prelaten uit het Frankische koninkrijk Austrasië bijeen. 
Aan het concilie werd in totaal door vijftien bisschoppen deelgenomen, die voornamelijk afkomstig waren uit het noorden en oosten van het Frankische rijk. Het concilie stond onder voorzitterschap van Honoratius, de bisschop van Bourges. Behalve de voorzitter waren onder anderen aanwezig: Gallus van Clermont, Gregorius van Langres, Caesarius van Arles, Venantius van Viviers, Hilarius van Mende, Flavius van Reims, Hesperius van Metz, Desideratus van Verdun, Domitianus van Hoei, Nicetius van Trier en Grammaticus van Vindonissa.
De deelnemende bisschoppen stelden zeventien canons op, waarvan de eerste zestien zijn opgenomen in het Decretum Gratiani, die in de twaalfde eeuw door de kerkjurist Gratianus zijn opgesteld; ze zijn onderdeel geworden van het corpus van canoniek recht van de katholieke Kerk, het Corpus Iuris Canonici.
De voornaamste besluiten waren:
- Het werd bisschoppen verboden om in concilies enige particuliere of wereldlijke zaak in te brengen, als niet eerst alle disciplinaire zaken waren afgehandeld;
- Het werd geestelijken verboden om zich in hun geschillen met bisschoppen te beroepen op de seculiere overheid;
- Bisschoppen die de hulp van vorsten inriepen om het episcopaat te verkrijgen, of die vervalste decreten van hun uitverkiezing vervaardigden werden geëxcommuniceerd.

Het concilie sprak zich verder met kracht uit tegen huwelijken tussen christenen en joden, huwelijken tussen familieleden en wangedrag van de geestelijkheid.

## Voetnoten
1. ↑  niet te verwarren met Sint Gallus
2. ↑  Carl Joseph Hefele, Conciliengeschichte, Band 2, blz. 739. Freiburg im Breisgau 1856, teruggevonden op 7 november 2011